# خانه علافچیان
خانه علافچیان مربوط به دوره قاجار است و در اصفهان، خیابان ولی عصر، کوچه اژه‌ای، بن‌بست نسترن واقع شده و این اثر در تاریخ ۲۰ اسفند ۱۳۸۵ با شمارهٔ ثبت ۱۸۱۰۰ به‌عنوان یکی از آثار ملی ایران به ثبت رسیده‌است.

## معماری و کاربری
در زمان صفویه بخش شرقی حیاط به عنوان اسلحه خانه مورد استفاده قرار می‌گرفته و در زمان قاجاریه بر روی این اسلحه خانه عمارتی با ایوان بلند روی آن ساخته می‌شود و خانه یکی از بزرگان شهر می‌شود. ارتفاع عمارت ایوان بلند به ۱۷ متر می‌رسد.
خانه تاریخی علافچیان پس از بازسازی به عنوان اقامتگاه بومگردی و هتل خان نشین مورد بهره برداری قرار گرفته است. هتل خان نشین دارای ۱۰ اتاق برای اقامت، رستوران و کافی شاپ نیز هست. 